# 平出昌嗣
平出 昌嗣（ひらいで しょうじ、1955年2月21日 - ）は、日本の英文学者。

## 略歴
長野県諏訪郡富士見町出身。長野県諏訪清陵高等学校を経て、名古屋大学文学部卒業。名古屋大学大学院人文学研究科博士課程中退。高知大学、愛知学院大学勤務を経て、千葉大学教育学部教授。同大学定年退官後、同大学名誉教授。

## 著書
- 『踊る羊と実る稲-日欧比較文化・日英比較言語への招待-』 学術出版会 2008年
- 『イギリス・モダニズム小説 個と闇と流動の作家たち』 彩流社 2009年
- 『イギリス文学名作30選』 鷹書房弓プレス 2011年
- 『名作英米小説の読み方・楽しみ方』 学術出版会 2014年
- 『英語と日本語の深層を探る（上）言語を比較する』 開拓社 2021年
- 『英語と日本語の深層を探る（中）文法を比較する』 開拓社 2021年
- 『英語と日本語の深層を探る（下）品詞を比較する』 開拓社 2021年

## 論文
- 「Conrad と Forster のダブルヴィジョン」、「“to make you see” と Heart of Darkness」『英文学研究』日本英文学会